# Dendrobium setifolium
Dendrobium setifolium är en orkidéart som beskrevs av Henry Nicholas Ridley. Dendrobium setifolium ingår i släktet Dendrobium, och familjen orkidéer. Inga underarter finns listade i Catalogue of Life.